# Blunted on Reality
Albums de Fugees
The Score
(1996)
Singles
1. Boof Baf
Sortie : 1993
2. Nappy Heads
Sortie : 1994
3. Vocab
Sortie : 1994

Blunted on Reality est le premier album studio des Fugees, sorti le 1er février 1994.
L'album s'est classé 20e au Top Heatseekers et 62e au Top R&B/Hip-Hop Albums.

## Liste des titres
| No  | Titre                               | Contient un (des) sample(s) de | Durée |
| --- | ----------------------------------- | --- | ----- |
| 1.  | Introduction                        | | 1:14  |
| 2.  | Nappy Heads                         | What a Wonderful World de Louis Armstrong I Think About Lovin' You d'Earth, Wind and Fire Heaven at Once de Kool & The Gang                                                                          | 4:29  |
| 3.  | Blunted Interlude                   | | 6:49  |
| 4.  | Recharge                            | | 5:10  |
| 5.  | Freestyle Interlude                 | | 1:08  |
| 6.  | Vocab                               | | 5:02  |
| 7.  | Special News Bulletin Interlude     | | 0:20  |
| 8.  | Boof Baf                            | | 5:09  |
| 9.  | Temple                              | | 4:03  |
| 10. | How Hard Is It?                     | | 3:52  |
| 11. | Harlem Chit Chat Interlude          | | 0:49  |
| 12. | Some Seek Stardom                   | Bridge over Troubled Water d'Aretha Franklin | 3:42  |
| 13. | Giggles                             | Fever for the Flavor of Pringles des Pringles Shout de Tears for Fears | 4:21  |
| 14. | Da Kid from Haiti Interlude         | | 0:59  |
| 15. | Refugees on the Mic                 | | 4:57  |
| 16. | Living Like There Ain't No Tomorrow | | 4:00  |
| 17. | Shout Outs from the Block           | | 9:17  |
| 18. | Nappy Heads (Remix)                 | I'll Fly Away de la Humbard Family Santa's Birthday des Caroleer Singers and Orchestra The Hump de Buster Williams Smokin Cheeba-Cheeba du Harlem Underground Band Sunglasses at Night de Corey Hart | 5:22  |